# Koeleria rhodopea
Koeleria rhodopea là một loài thực vật có hoa trong họ Hòa thảo. Loài này được Ujhelyi mô tả khoa học đầu tiên năm 1968.